# Honey Galvani
Honey Francesca Galvani (Torino, 10 maggio 1980) è un'ex sciatrice alpina italiana.

## Biografia

### Carriera sciistica
Attiva dal dicembre del 1995, in Coppa Europa la Galvani esordì il 18 dicembre 1998 a Megève in discesa libera (58ª), ottenne il miglior piazzamento il 6 marzo 2000 a Lenzerheide nella medesima specialità (38ª) e prese per l'ultima volta il via il giorno successivo nelle medesime località e specialità (52ª). Si ritirò al termine della stagione 2000-2001 e la sua ultima gara fu uno slalom speciale FIS disputato il 12 aprile a San Valentino alla Muta; non debuttò in Coppa del Mondo né prese parte a rassegne olimpiche o iridate.

### Altre attività
Dopo il ritiro divenne maestra di sci e odontoiatra.

## Palmarès

### Campionati italiani
- 1 medaglia:
  - 1 bronzo (combinata nel 1999[3])